# Ústřední lidová vláda Čínské lidové republiky
Ústřední lidová vláda Čínské lidové republiky (čínsky pchin-jinem Zhōnghuá Rénmín Gònghéguó Zhōngyāng Rénmín Zhèngfǔ, znaky zjednodušené 中华人民共和国中央人民政府, tradiční 中華人民共和國中央人民政府) existující v letech 1949–1954 byla vrcholným orgánem státní moci v nově zřízené Čínské lidové republice (ČLR). Ustavena byla Čínským lidovým politickým poradním shromážděním na základě jím přijatého Společného programu v říjnu 1949, současně se založením ČLR. Zanikla po přijetí první ústavy ČLR v září 1954 , kdy proběhla související reorganizace vrcholných orgánů státní moci.
Ústřední lidová vláda Čínské lidové republiky se skládala z předsedy, šesti místopředsedů a 56 členů:
- předseda Ústřední lidové vlády: Mao Ce-tung;
- místopředsedové Ústřední lidové vlády: Ču Te, Liou Šao-čchi, Sung Čching-ling (žena, RCCK), Čang Lan (CDL), Li Ťi-šen (RCCK), Kao Kang (zemřel v srpnu 1954);
- členové Ústřední lidové vlády: Čchen I, Che Lung, Li Li-san, Lin Po-čchü, Jie Ťien-jing, Che Siang-ning (žena, RCCK), Lin Piao, Pcheng Te-chuaj, Liou Po-čcheng, Wu Jü-čang, Sü Siang-čchien, Pcheng Čen, Po I-po, Nie Žung-čen, Čou En-laj, Tung Pi-wu, Saifuddin Azizi (Ujgur), Žao Šu-š’, Tan Kah Kee (nestraník), Luo Žung-chuan, Teng C’-chuej, Ulanfu (Mongol), Sü Tche-li, Cchaj Čchang (žena), Liou Ke-pching (Chuej), Ma Jin-čchu (nestraník), Čchen Jün, Kchang Šeng, Lin Feng, Ma Sü-lun (CAPD), Kuo Mo-žo (nestraník), Čang Jün-i, Teng Siao-pching, Kao Čchung-min (CDL), Šen Ťün-žu (CDL), Mao Tun (nestraník), Čchen Šu-tchung (nestraník), S’-tchu Mej-tchang (CZGP), Li Si-ťiou (RCCK, zemřel v březnu 1952), Chuang Jen-pchej (CNDCA), Cchaj Tching-kchaj (RCCK), Si Čung-sün, Pcheng Ce-min (CPWDP), Čang Č’-čung (RCCK), Fu Cuo-i (nestraník), Li Ču-čchen, Li Čang-ta (CDL, zemřel v prosinci 1953), Čang Po-ťün (CPWDP), Čcheng Čchien (RCCK), Čang Si-žuo (nestraník), Čchen Ming-šu (RCCK), Tchan Pching-šan (RCCK), Čang Nan-sien (nestraník), Liou Ja-c’ (RCCK), Čang Tung-sun (CDL), Lung Jün (RCCK, I).

U nečlenů KS Číny je uvedena stranická příslušnost a sice: Revoluční výbor čínského Kuomintangu (RCCK), Čínská demokratická liga (CDL), Čínské sdružení pro demokratickou národní výstavbu (CNDCA), Čínské sdružení pro rozvoj demokracie (CAPD), Společnost 3. září (JS), Demokratická strana čínských rolníků a dělníků (CPWDP), Čínská strana snahy o spravedlnost (CZGP), Liga pro demokratickou samosprávu Tchaj-wanu (TDSL), případně je uvedeno, že dotyčný byl nestraník; dále je zmíněna příslušnost k národnostním menšinám, případně k ženám.
Ústřední lidová vláda svým generálním sekretářem zvolila Lin Po-čchüa.
Ústřední lidové vládě byly podřízeny
- Státní administrativní rada vedená předsedou Čou En-lajem a sestávající z místopředsedů, ministrů a dalších členů, která jako vláda řídila státní orgány a instituce.
- Lidová revoluční vojenská rada vedená předsedou Mao Ce-tungem, která stála v čele ozbrojených sil Čínské lidové republiky.
- Nejvyšší lidový soud vedený předsedou Šen Ťün-žuem.
- Nejvyšší lidová prokuratura vedená generálním prokurátorem Luo Žung-chuanem.
- V listopadu 1952 byla zřízena a podřízena přímo Ústřední lidové vládě Státní plánovací komise vedená předsedou Kao Kangem (zemřel v srpnu 1954).

V listopadu 1952 ústřední lidová vláda rozhodla o reorganizaci velkých administrativních oblastí s tím, že dosavadní vojensko-administrativní výbory spravující oblasti budou nahrazeny administrativními výbory definovanými jako orgány ústřední lidové vlády v regionech a tudíž jí přímo podřízenými, vznikly tak:
- východočínský administrativní výbor (od prosince 1952), do dubna 1953 ho vedl předseda Žao Šu-š’,
- středojižní administrativní výbor (od ledna 1953), vedl ho předseda Lin Piao, od května 1953 úřadující předseda Jie Ťien-jing,
- severovýchodní administrativní výbor (od ledna 1953), do února 1954 ho vedl předseda Kao Kang,
- severozápadní administrativní výbor (od ledna 1953), vedl ho předseda Pcheng Te-chuaj,
- severočínský administrativní výbor (od února 1953), vedl ho předseda Liou Lan-tchao,
- jihozápadní administrativní výbor (od února 1953), vedl ho předseda Liou Po-čcheng.